# Kuchen
Kuchen è un comune tedesco di 5 723 abitanti, situato nel land del Baden-Württemberg.